# ماريانو بيرتوتشي
ماريانو بيرتوتشي (بالإسبانية: Mariano Bertuchi)‏ (ولد في 6 فبراير 1884) هو فنان تشكيلي إسباني ولد في غرناطة.